# Birte Ove Petersen
Birte Ove Petersen fue una deportista danesa que compitió en natación. Ganó tres medallas en el Campeonato Europeo de Natación de 1938.

## Palmarés internacional
| Campeonato Europeo | Campeonato Europeo    | Campeonato Europeo | Campeonato Europeo |
| Año                | Lugar                 | Medalla            | Prueba             |
| ------------------ | --------------------- | ------------------ | ------------------ |
| 1938               | Londres (Reino Unido) | Medalla de oro     | 4 × 100 m libre    |
| 1938               | Londres (Reino Unido) | Medalla de plata   | 100 m libre        |
| 1938               | Londres (Reino Unido) | Medalla de bronce  | 100 m espalda      |